# Мохамед Саад
Ахмед Мохамед Ібрагім Саад (араб. أحمد محمد إبراهيم عثمان; нар. 25 лютого 1989) — єгипетський борець греко-римського стилю, чотириразовий чемпіон та бронзовий призер чемпіонатів Африки, чемпіон Африканських ігор, учасник Олімпійських ігор.

## Життєпис
Боротьбою почав займатися з 1998 року.
Виступав за борцівський клуб Каїра. Тренер — Каптін Бассем Базаз (з 1998).

## Спортивні результати на міжнародних змаганнях

### Виступи на Олімпіадах
| Змагання                    | Збірна | Вагова категорія                 | Місце |
| --------------------------- | ------ | -------------------------------- | ----- |
| Літні Олімпійські ігри 2016 | Єгипет | греко-римська боротьба, до 85 кг | 14    |

### Виступи на Чемпіонатах світу
| Змагання                        | Збірна | Вагова категорія                 | Місце |
| ------------------------------- | ------ | -------------------------------- | ----- |
| Чемпіонат світу з боротьби 2015 | Єгипет | греко-римська боротьба, до 85 кг | 21    |
| Чемпіонат світу з боротьби 2017 | Єгипет | греко-римська боротьба, до 85 кг | 31    |

### Виступи на Чемпіонатах Африки
| Змагання                         | Збірна | Вагова категорія                 | Місце  |
| -------------------------------- | ------ | -------------------------------- | ------ |
| Чемпіонат Африки з боротьби 2011 | Єгипет | греко-римська боротьба, до 96 кг | 4      |
| Чемпіонат Африки з боротьби 2012 | Єгипет | греко-римська боротьба, до 96 кг | Бронза |
| Чемпіонат Африки з боротьби 2014 | Єгипет | греко-римська боротьба, до 98 кг | Золото |
| Чемпіонат Африки з боротьби 2015 | Єгипет | греко-римська боротьба, до 85 кг | Золото |
| Чемпіонат Африки з боротьби 2016 | Єгипет | греко-римська боротьба, до 98 кг | Золото |
| Чемпіонат Африки з боротьби 2017 | Єгипет | греко-римська боротьба, до 98 кг | Золото |

### Виступи на Африканських іграх
| Змагання              | Збірна | Вагова категорія                 | Місце  |
| --------------------- | ------ | -------------------------------- | ------ |
| Африканські ігри 2015 | Єгипет | греко-римська боротьба, до 98 кг | Золото |

### Виступи на Середземноморських іграх
| Змагання                    | Збірна | Вагова категорія                 | Місце  |
| --------------------------- | ------ | -------------------------------- | ------ |
| Середземноморські ігри 2013 | Єгипет | греко-римська боротьба, до 96 кг | Бронза |

### Виступи на Всесвітніх іграх військовослужбовців
| Змагання                                | Збірна | Вагова категорія                 | Місце |
| --------------------------------------- | ------ | -------------------------------- | ----- |
| Всесвітні ігри військовослужбовців 2015 | Єгипет | греко-римська боротьба, до 85 кг | 7     |

### Виступи на інших змаганнях
| Змагання                                                    | Збірна | Вагова категорія                 | Місце  |
| ----------------------------------------------------------- | ------ | -------------------------------- | ------ |
| Арабський чемпіонат з боротьби 2012                         | Єгипет | греко-римська боротьба, до 96 кг | Золото |
| Турнір Ібрагіма Мустафи 2014                                | Єгипет | греко-римська боротьба, до 85 кг | Срібло |
| Кубок Тахті 2015                                            | Єгипет | греко-римська боротьба, до 85 кг | 5      |
| Турнір Дана Колова — Николи Петрова 2015                    | Єгипет | греко-римська боротьба, до 98 кг | 9      |
| Турнір Дана Колова — Николи Петрова 2016                    | Єгипет | греко-римська боротьба, до 98 кг | 5      |
| Олімпійський кваліфікаційний турнір з боротьби 2016 (Алжир) | Єгипет | греко-римська боротьба, до 85 кг | Золото |

### Виступи на змаганнях молодших вікових груп
| Змагання                                      | Збірна | Вагова категорія                  | Місце |
| --------------------------------------------- | ------ | --------------------------------- | ----- |
| Чемпіонат світу з боротьби серед юніорів 2007 | Єгипет | греко-римська боротьба, до 120 кг | 16    |
| Чемпіонат світу з боротьби серед юніорів 2009 | Єгипет | греко-римська боротьба, до 96 кг  | 17    |